# 峨颇语
峨颇语、葛泼（Köpu；自称：ko33 pʰo55或ko55 phu21）是一种在中国云南省由超过10万人使用的彝语。使用者自称kɔ21，后缀“-po”意为“人”。 It is spoken in富民县和禄劝彝族苗族自治县东部6个村和东北方向其他几个相邻的县。
Gao (2017)将峨颇话（自称：ke55 pʰo21）划为一种中部彝语。在武定县密察语为主导的村庄，狮山镇古柏村的250人和狮山镇吆英村的30人使用峨颇语。

## 分布与变体
古泼（自称：ko55 pʰo21）分布在曲靖市罗平县、陆良县、会泽县、沾益区、富源县、师宗县和昆明市寻甸回族彝族自治县、石林彝族自治县、宜良县、嵩明县和红河哈尼族彝族自治州弥勒市、泸西县和文山壮族苗族自治州丘北县，由约100,000人使用。古泼话使用者也被称作白彝、甘彝或小白彝。
阿夷子分布在石林县爱买龙村，自称为Ge，可能使用和峨颇语有关的语言(Bradley 2007)。 It is also spoken in板桥乡和北大村乡的其余地方。
峨颇（自称：ŋo33 phu21, ŋo33）是一种东部彝语，广西西部隆林县、那坡县和西林县下列村庄的母语人口总数约8,000人。
- 隆林各族自治县 （5,000余人）
  - 德峨乡：阿稿（主要数据点）、那地、者帮、弄保、塘石等共10个村
  - 分散在者浪、猪场、场发、克场和岩茶等乡
- 那坡县（2,000余人）：达腊、者祥、念毕、坡五等村
- 西林县（约1,000人）：八达镇 （岩腊等村）

一种很相近的方言称作窝普，分布在贵州兴义市和云南罗平县。据罗平县年鉴(1995:601)，窝普(也称大黑彝)位于：
- 马街镇：大以本、九道沟、吉古
- 阿岗乡：洒土格

果铺分布在贵州省威宁彝族回族苗族自治县。